# Heppengasse 28

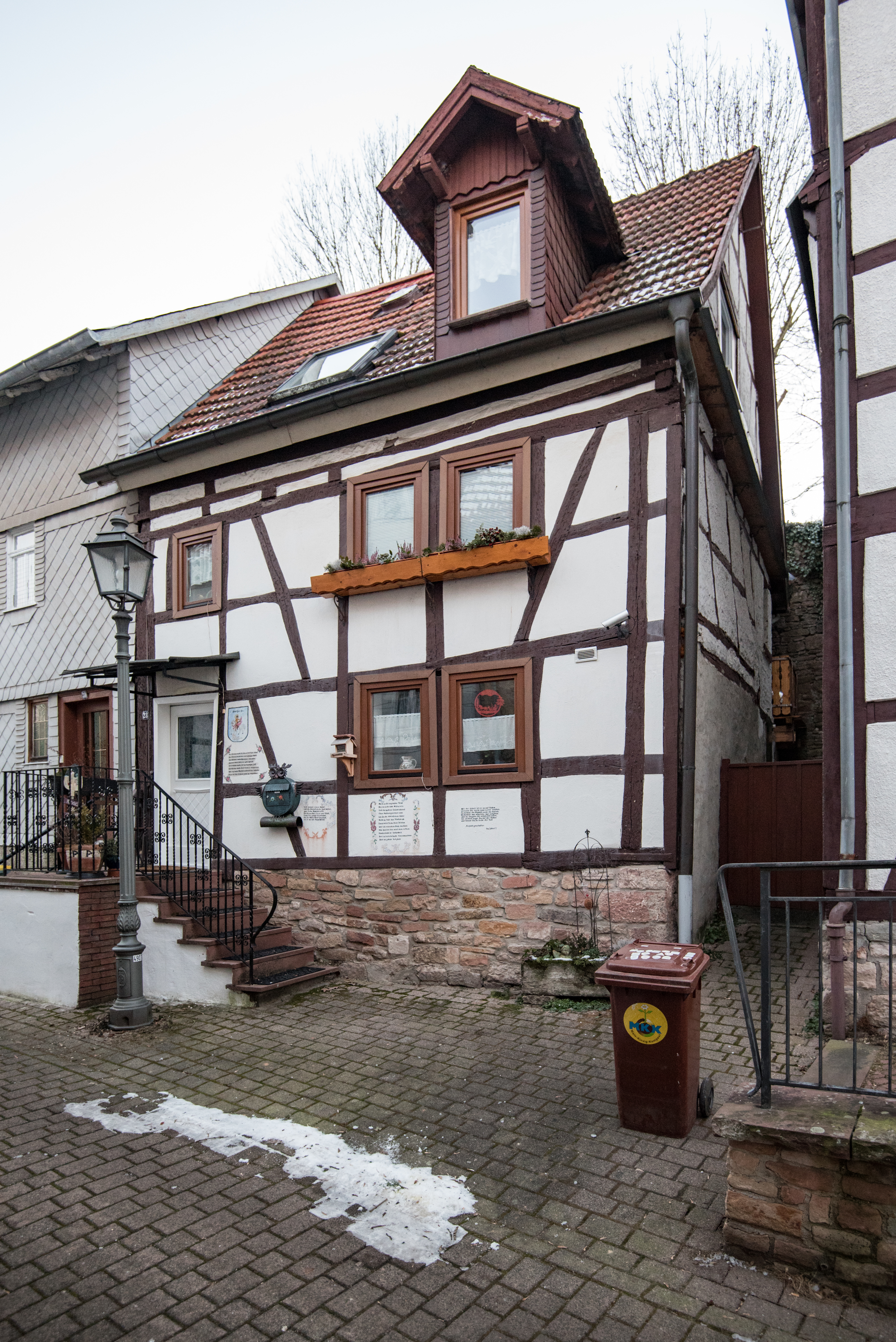
Haus Heppengasse 28 in Bad Orb

Das Gebäude Heppengasse 28 in Bad Orb, einer Kurstadt im Main-Kinzig-Kreis in Hessen, wurde im 18. Jahrhundert errichtet. Das Fachwerkhaus ist ein geschütztes Kulturdenkmal.
Das zweigeschossige, traufständige Wohnhaus auf massivem Sockel besitzt drei Fenster im Obergeschoss, von denen zwei zu einer Achse gekuppelt sind. Der Eingang an der südlichen Achse erfolgt über eine einhüftige Treppe. Das Obergeschoss wird über die Stadtmauer von der Burgringstraße erschlossen. Die Gaube im Satteldach war ehemals eine Ladeluke.